# Louis Wolff (violist)
Louis Wolff (Amsterdam, 15 mei 1865 – Minneapolis, 7 oktober 1926) was een Nederlands violist.
Als zevenjarig jongetje blonk hij al uit op de viool. Op tienjarige leeftijd speelde hij reeds concerten in Frankrijk. Hij studeerde even later aan de HBS in Den Haag. Van 1881 tot 1883 kreeg hij les op de Rotterdamse muziekschool van Hermann Csillag, zelf een leerling van Joseph Joachim. Daarna trok hij naar het conservatorium van Parijs om zijn studies voort te zetten bij Lambert Massart. In 1886 nam hij daar afscheid en nam lessen bij Hubert Léonard en Martin Marsick. In Parijs maakte hij in het pension waar hij verbleef kennis met de violist Camillo Sivori, een leerling van Niccolò Paganini. Rond 1885 maakte hij een concertreis door Frankrijk met de zangeres Christine Nilsson en trad hij aan als concertmeester van het Konzerthausorkest in Berlijn. In 1890 werd hij op verzoek van Willem Kes naar het Concertgebouworkest gehaald. Al vlot verliet hij dat orkest weer om te gaan werken in Londen en Belfast. In die laatst stad was hij een van de oprichters van het plaatselijk conservatorium. In 1897 had hij een concert met het Berliner Philharmoniker. Vlak daarna kon hij als docent aan de slag bij het Rotterdamse Toonkunstmuziekschool. Hij bleef echter ook concerten geven en was samen met pianist Anton Verheij lid van het trio, dat naar hun genoemd was. Bij de start van de Eerste Wereldoorlog trok hij naar de Verenigde Staten, alwaar hij hoofddocent werd aan de muziekschool in Minnesota, maar werd ook weer concertmeester, van het Minneapolis Symphony Orchestra. Hij speelde echter nog eerst in het Traymore-orkest in Atlantic City.
Hij overleed in Minneapolis en werd begraven op de Israëlitische begraafplaats aldaar. Van hem werd afscheid genomen door een behoorlijk aantal geëmigreerde Nederlanders, ook de vice-consul Wilten van Nederland was aanwezig. Medemusici Christiaan Erck (cello), Eduard Erck (hoorn), Engelbert Röntgen (cello), James Messias en Maurits Kesnar (viool) droegen de kist.
Arie van Veen (1871-1928) heeft hem ooit vastgelegd in een tekening.

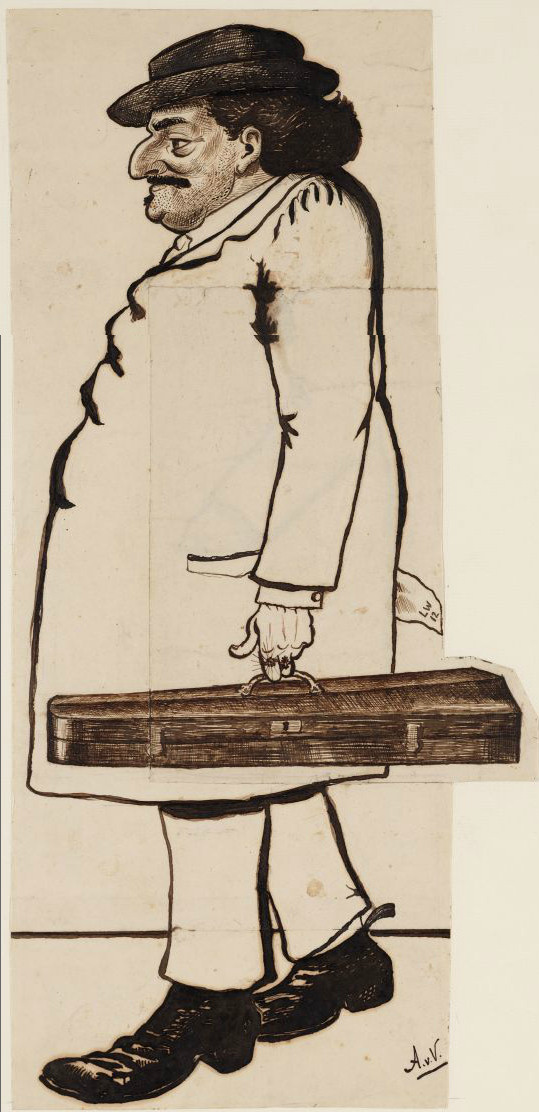
Wolff getekend door Arie van Veen